# Georges Bonnet (rugby à XIII)
Pour les articles homonymes, voir Bonnet et Georges Bonnet.
Pas d'image ? Cliquez ici

a Compétitions nationales et continentales officielles uniquement.

b Matchs officiels uniquement.
Georges Bonnet, né le 9 octobre 1943 à Perpignan et mort le 30 juillet 2013 à Montpellier, est un joueur de rugby à XIII dans les années 1960 et 1970 évoluant au poste de troisième ligne ou de deuxième ligne .
Après des débuts tardifs en rugby à XIII, il s'impose rapidement comme l'une des références françaises à son poste de troisième ligne. Des débuts à Ille, il est rapidement happé par le club de Perpignan du XIII Catalan. Il rejoint par la suite le club de Saint-Estève  auquel il consacre le reste de sa carrière en y remportant un titre de Championnat de France en 1971 et un titre de Coupe de France en 1972.
Il connaît par ailleurs onze sélections en équipe de France entre 1967 et 1974 sans toutefois prendre part à une édition de Coupe du monde. Il est surnommé « Monsieur 100 000 Volts » à la suite d'une performance contre l'Australie en 1967.

## Biographie
Son fils, Stéphane Bonnet, a joué au rugby à XIII au XIII Catalan dans les années 1990.

## Palmarès
- Collectif :
  - Vainqueur du Championnat de France : 1971 (Saint-Estève).
  - Vainqueur de la Coupe de France : 1972 (Saint-Estève).
  - Finaliste du Championnat de France : 1975 (Saint-Estève).

### Détails en sélection
| 1.  | 17 décembre 1967 | Australie       | 7-7   | Test-match | Troisième ligne | 3 | 1 | - | - |
| 2.  | 24 décembre 1967 | Australie       | 10-3  | Test-match | Troisième ligne | - | - | - | - |
| 3.  | 7 janvier 1968   | Australie       | 16-13 | Test-match | Troisième ligne | - | - | - | - |
| 4.  | 11 février 1968  | Grande-Bretagne | 13-22 | Test-match | Troisième ligne | - | - | - | - |
| 5.  | 2 mars 1968      | Grande-Bretagne | 8-19  | Test-match | Remplaçant      | - | - | - | - |
| 6.  | 30 novembre 1968 | Grande-Bretagne | 10-34 | Test-match | Ramplaçant      | - | - | - | - |
| 7.  | 12 novembre 1970 | Australie       | 4-7   | Test-match | Deuxième ligne  | - | - | - | - |
| 8.  | 9 décembre 1973  | Australie       | 9-21  | Test-match | Troisième ligne | - | - | - | - |
| 9.  | 16 décembre 1973 | Australie       | 3-14  | Test-match | Troisième ligne | - | - | - | - |
| 10. | 20 janvier 1974  | Grande-Bretagne | 5-24  | Test-match | Remplaçant      | - | - | - | - |
| 11. | 17 février 1974  | Grande-Bretagne | 0-29  | Test-match | Ramplaçant      | - | - | - | - |